# NGC 4618
NGC 4618 (hay còn được gọi bằng những cái tên khác là IC 3667, UGC 7853, PGC 042575, Arp 23, VV 73), là tên của một thiên hà lùn, bị biến dạng, có thanh ngang và năm trong chòm sao Lạp Khuyển. Thiên hà này được phân loại chính thức là thuộc lớp Sm, điều này có nghĩa rằng cấu trúc của nó hơi giống với cấu trúc của các thiên hà xoắn ốc. Thi thoảng, thiên hà này được người ta xem là thiên hà xoắn ốc Magellan bởi vì nó có điểm giống với Đám mây Magellan.

## Cấu trúc
Không giống như hầu hết các thiên hà xoắn ốc, NGC 4618 có một thanh xoắn ốc và có hình dáng không đối xứng với nhau. Các nhà khoa học đưa ra giả thuyết rằng cấu trúc bất đối xứng là do sự tương tác lực hấp dẫn với thiên hà NGC 4625. Tuy nhiên, sự quan sát khí hydro trung tính trong thiên hà NGC 4618 và NGC 4625 cho thấy một ít trong số đó ở bên ngoài 2 thiên hà này bị lực hấp dẫn tương tác.
Sau khi NGC 4618 được liệt vào loại thiên hà bất thường thì nhiều kiểu thiên hà tương tự với nó được xác định. Cấu trúc một thanh ngang của nó là do tiến trình hình thành bên trong bản thân thiên hà này.

## Dữ liệu hiện tại
Theo như quan sát, đây là thiên hà nằm trong chòm sao Lạp Khuyển. Còn dưới đây là một số dữ liệu khác:
Xích kinh 12h 41m 32.8s
Độ nghiêng +41° 09′ 03″
Dịch chuyển đỏ (Redshift) 544 ± 1 km/s
Độ lớn biểu kiến (v) 11.2
Loại thiên hà SB(rs)m 
Kích thước biểu kiến 4'.2 × 3'.4